# HD 208177
HD 208177 è una stella di magnitudine 6,25 situata nella costellazione dell'Aquario. Dista 227 anni luce dal sistema solare.

## Osservazione
Si tratta di una stella situata nell'emisfero celeste australe, ma molto in prossimità dell'equatore celeste; ciò comporta che possa essere osservata da tutte le regioni abitate della Terra senza alcuna difficoltà e che sia invisibile soltanto molto oltre il circolo polare artico. Nell'emisfero sud invece appare circumpolare solo nelle aree più interne del continente antartico. Essendo di magnitudine pari a 6,2, non è osservabile ad occhio nudo; per poterla scorgere è sufficiente comunque anche un binocolo di piccole dimensioni, a patto di avere a disposizione un cielo buio.
Il periodo migliore per la sua osservazione nel cielo serale ricade nei mesi compresi fra fine agosto e dicembre; da entrambi gli emisferi il periodo di visibilità rimane indicativamente lo stesso, grazie alla posizione della stella non lontana dall'equatore celeste.

## Sistema stellare
HD 208177 è un sistema stellare formato da due componenti, con la principale che è una nana bianco-gialla con una massa del 63% superiore a quella solare e magnitudine assoluta di 2,03. La secondaria di magnitudine 9,1 e separata da 17,6 secondi d'arco da A, è probabilmente una debole nana rossa con una massa di circa 0,32 M⊙, che ruota attorno alla principale in un periodo superiore ai 200.000 anni.